# متاريس (فلم)
المَتارِيس (بالعبرية: מיתרסים) كان أحد الأفلام الوثائقية الأولى التي أنشئَت للتلفزيون الإسرائيلي. يحكي قصة عائلتين، إحداهما يهودية والأخرى فلسطينية، فقدتا أطفالهما خلال الحرب العربية الإسرائيلية عام 1948، والمعروفة للفلسطينيين باسم الهجرة الفلسطينية عام 1948، أو النكبة، أو "الكارثة". تسبب الفيلم، الذي أخرجه رام لوفي، في جدل كبير عندما بُث في 1 أغسطس 1972. كانت هذه هي المرة الأولى التي تتاح فيها الفرصة للمشاهدين العرب لتجربة الأهمية العاطفية للهولوكوست بالنسبة لليهود، وكانت أيضا المرة الأولى التي تتاح فيها لليهود الإسرائيليين فرصة لتجربة الأهمية العاطفية للنكبة للشعب الفلسطيني.
جاء لويفي لأول مرة بالفكرة وراء الفيلم الوثائقي في عام 1968، أثناء دراسته للسينما في لندن. كمذيع باللغة العبرية لهيئة الإذاعة البريطانية، اقترح إنشاء فيلم وثائقي عن الانقسامات الاجتماعية التي تمزق المجتمع الإسرائيلي، مع حلقة واحدة تركز على الصراع بين اليهود والفلسطينيين. على الرغم من أن هيئة الإذاعة البريطانية أعربت عن اهتمامها بالمشروع، عاد لويفي إلى إسرائيل بعد فترة وجيزة للمساعدة في إطلاق القناة 1، وهي أول محاولة للبلاد للبث التلفزيوني. ومع ذلك، لم يتخل عن الفكرة ، وإن كان ذلك في شكل أكثر اختزالا. وبالعودة إلى إسرائيل، عرض لويفي الفكرة على هيئة الإذاعة الإسرائيلية، التي وافقت على تمويل المشروع. في ذلك الوقت، أوضح البروفيسور إلياهو كاتز، أحد مؤسسي التلفزيون الإسرائيلي، أن الفكرة حققت أحد الأغراض الرئيسية التي تم جلب التلفزيون من أجلها إلى إسرائيل: تعزيز العلاقات بين السكان اليهود والعرب في البلاد. صنع لوفي الفيلم عام 1969.
ركزت الحبكة على عائلتين: عائلة شيفات في حيفا، التي فقدت ولدين في المعركة خلال حرب الاستقلال، وعائلة حسين أبو محمد يحيى من مخيم الجلزون للاجئين بالقرب من رام الله، الذي فقد ولدين عندما فرت العائلة من منزل أجدادهم في بلدة الرملة. لأكثر من عقدين من الزمن، كانت العائلات ما تزال تعيش في الماضي، ولا تزال في حداد على ابنيها. على الرغم من أن إسرائيل كانت تعيش في ظل حرب الأيام الستة، اتخذ لويفي قرارا واعيا ببناء قصته على عام 1948، موضحا: "ركزنا على ذلك العام من أجل دفع الشهادات إلى الماضي. العائلتان في الفيلم لا تلتقيان أبدا. بدلا من ذلك، يتم وضع زيارة إلى القبور وزيارة إلى أنقاض القرية العربية.
وأشارت افتتاحية نشرت في صحيفة معاريف بعد يومين من بث المتاريس إلى أنه في النهاية، كان النقاش الذي أعقب ذلك غير متوازن. لم يفشل الفيلم في تقديم الجانب الفلسطيني من القضية فحسب، بل كان الضيوف الباقون إما سياسيين أو أشخاصا معروفين بمواقفهم السياسية. وأضافت أنه في حين نجح لوفي في تصوير صورة عاطفية للمآسي الشخصية لعائلتين، ركز الضيوف على القضايا السياسية أثناء الانخراط في لعبة التفوق السياسي مع الممثلين الفلسطينيين الغائبين. كتب المؤلف: "كان من الأفضل لو شارك المثقفون الذين يعاني وعيهم من المشاكل المتأصلة في علاقتنا مع العرب".
وعلى الرغم من تسييس المتاريس، تحدى الفيلم المفاهيم الموجودة مسبقا حول اللاجئين الفلسطينيين التي كانت سائدة آنذاك في المجتمع الإسرائيلي، وقاد الكثير من الناس، ولو لفترة وجيزة، إلى إعادة النظر في مواقفهم تجاه حق العودة الفلسطيني. كما أنذر الجدل الدائر بعرض الفيلم بالتوتر المحيط بفيلم لوفي عام 1978 خربة خيزة.